# Hildor Lundvik
Hildor Lundvik, aportuguesado como Hildo Ludovico (Gevália, 6 de março de 1885 — Estocolmo, 24 de janeiro de 1951), foi um professor de música, organista, maestro e compositor sueco. 
Ele começou a estudar direito na Universidade de Uppsala, depois estudou música na Academia Real Sueca de Música em Estocolmo e se formou em 1912 como professor de música. Em 1928, ele se tornou organista na Stockholm St. na igreja de Göran, Durante 1930 a 1950, foi diretor do Coro Masculino Bellman.
Ele escreveu principalmente obras vocais, mas também compôs algumas obras instrumentais, incluindo uma peça para piano. Suas obras corais mais conhecidas são "Som ett blommande mandelträd", "Verlaine-stämning" (1937) e a cantoria "Sången". Hildor Lundvik escreveu em um estilo lírico-romântico, usando um tom impressionista. 